# Valerie Powles
Valerie Powles (Birmingham, West Midlands, Anglaterra, 14 de maig de 1950 - Barcelona, 13 de juny del 2011) fou una mestra, historiadora vocacional i activista veïnal anglesa instal·lada a Barcelona, al barri d'El Poble-sec.
Interessada pel moviment llibertari durant la Guerra Civil, als anys setanta es va instal·lar a Barcelona. Al 1977, mentre es guanyava la vida com a mestra, es traslladà a viure al carrer Nou de la Rambla, al Poble-sec. Establí contacte i començà a treballar amb el grup de persones amb qui després fundaria, al 1998, el Centre de Recerca Històrica del Poble-sec (CERHISEC) i al 2007 l'Associació per a la Recerca Històrica i Documentació de la Guerra Civil i del Poble-sec. També fou sòcia activa de l'Ateneu Enciclopèdic Popular (AEP).

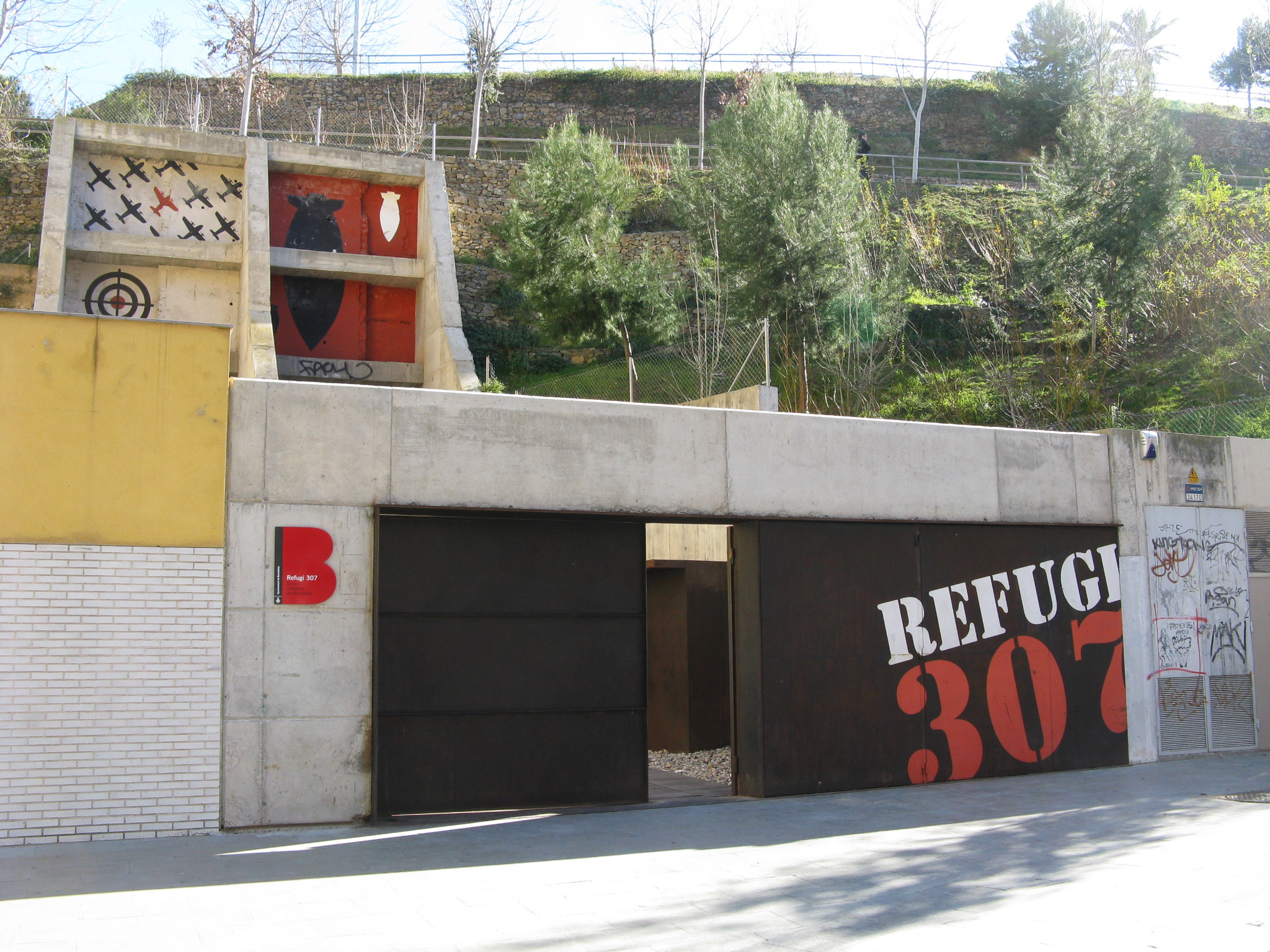

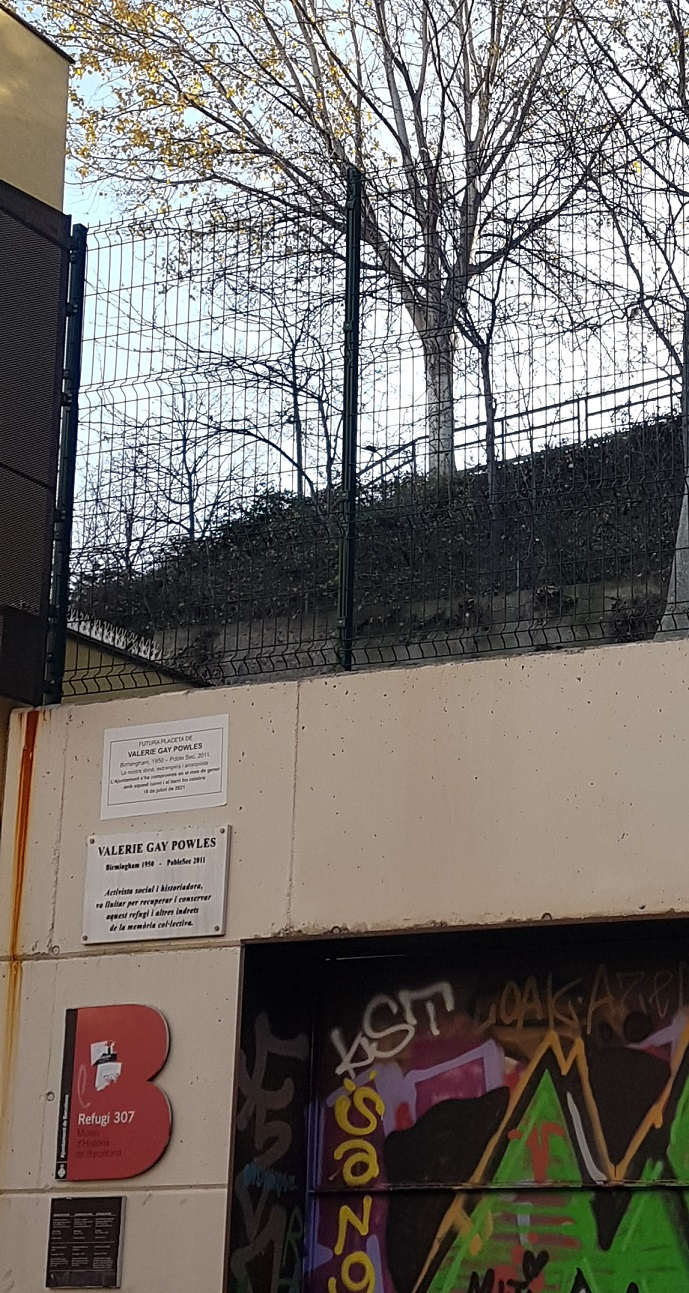
Placa en record de Valerie Powles

El seu interès i la seva intervenció decidida van ser determinants per reconèixer i preservar alguns tresors de la història de la ciutat, i en particular del patrimoni del seu barri. Així, va rescatar l'última sirena coneguda de la defensa antiaèria republicana, instal·lada al terrat de l'edifici de can Jorba, que acabava de ser adquirit per uns grans magatzems. Posteriorment va empènyer i organitzar la preservació del Refugi 307, resguard antiaeri de la Defensa Passiva dels ciutadans barcelonins construït durant la Guerra Civil al Poble-sec, sota Montjuïc, per defensar-se dels bombardejos de l'aviació feixista, i que d’altra manera hauria quedat destruït. El 1998 va ser la promotora de la plataforma «Salvem El Molino pel barri», que després s'estendria amb la campanya «Fem girar El Molino», per aturar la destrucció de la decoració modernista dissenyada per Manuel Raspall el 1913 i la documentació que contenia. La mobilització va implicar veïns, comerciants i col·lectius d'artistes, que van recuperar als contenidors d'escombraries materials que després quedarien dispositats a l'Institut del Teatre de Barcelona.
En els darrers anys va participar en l'ocupació i recuperació del Teatre Arnau, al Paral·lel, i de la sala de ball Bahía (la Lleialtat Santsenca), al barri de Sants. També es va interessar per la supervivència de l'antiga Font d'en Conna, berenador popular a Montjuïc, pintat per Santiago Rusiñol i que era el preferit de les famílies obreres per celebrar la revetlla de Sant Joan.
En morir, Valerie Powles va ser incinerada al cementiri de Montjuïc.

## Reconeixements
Al 1997 se li va atorgar el VI Premi Sants-Montjüic. I al 2002 fou guardonada amb els Aplaudiments del Premi FAD Sebastià Gasch.
Una placa a l'entrada del refugi 307 recorda la seva intervenció decisiva per salvaguardar aquest patrimoni. Al juliol del 2013 la comissió «Amics de la Valerie» li va retre homenatge a la muntanya de Montjuïc, amb la col·locació d’una placa en un monòlit de pedra.

## Publicacions
- El refugi 307ː la Guerra Civil i el Poble-Sec, 1936-1939, editat per l'Ajuntament de Barcelona, Consell Municipal del Districte de Sants-Montjuïc, 2002. Juntament amb Joan Villarroya i Font i Judit Pujadó Puigdomènech. 84-7609-984-3
- Montjuïc i el seu entorn (1936-1939). Xerrades i itineraris, editat pel Centre d'Estudis de Montjuïc, 2010. Juntament amb Manel Risques, Manel Aisa, Oriol Granados, Ramon Anglés i Antonio Santafé. 978-84-614-5515-7